# Сыродутная печь

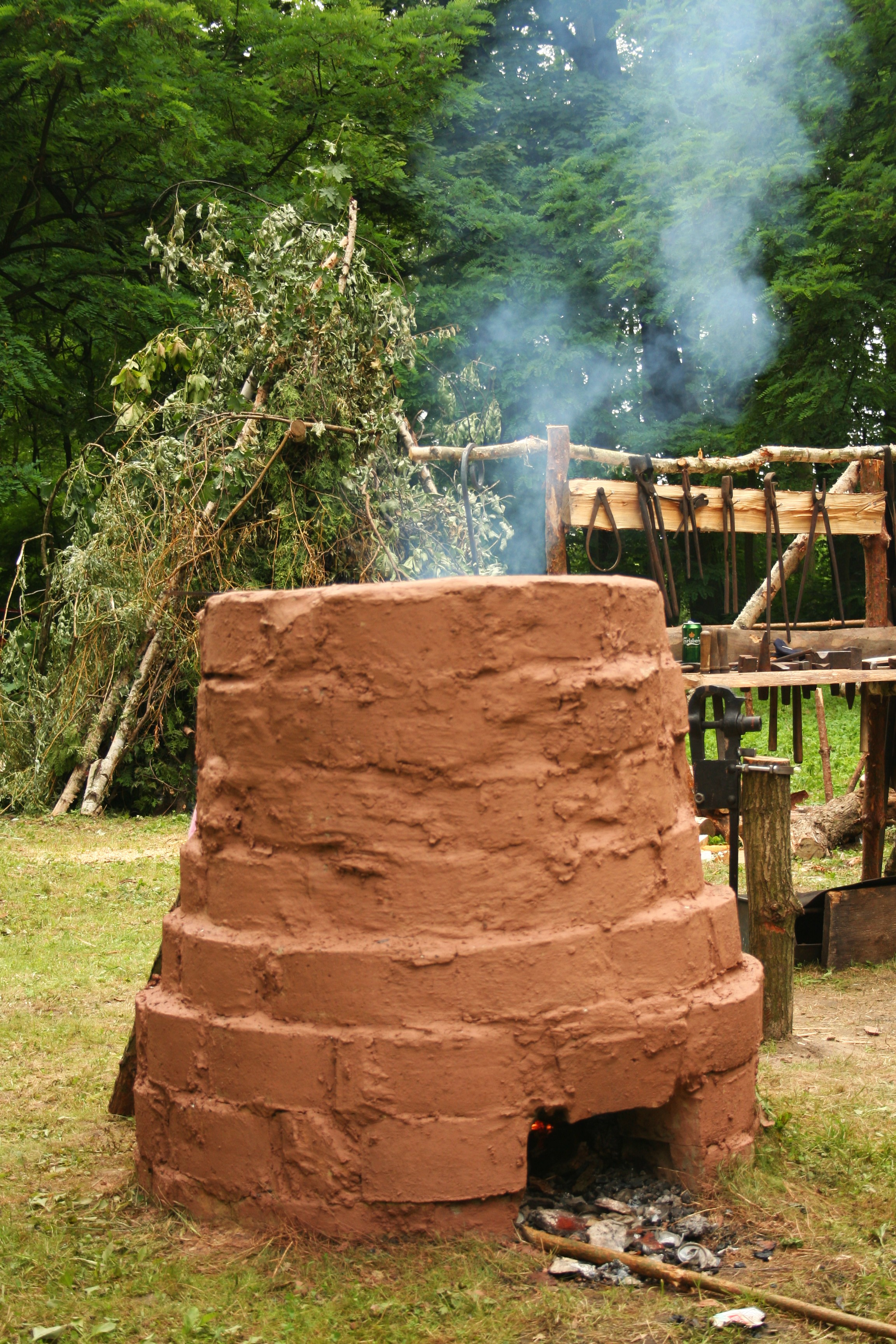
Сыродутный горн

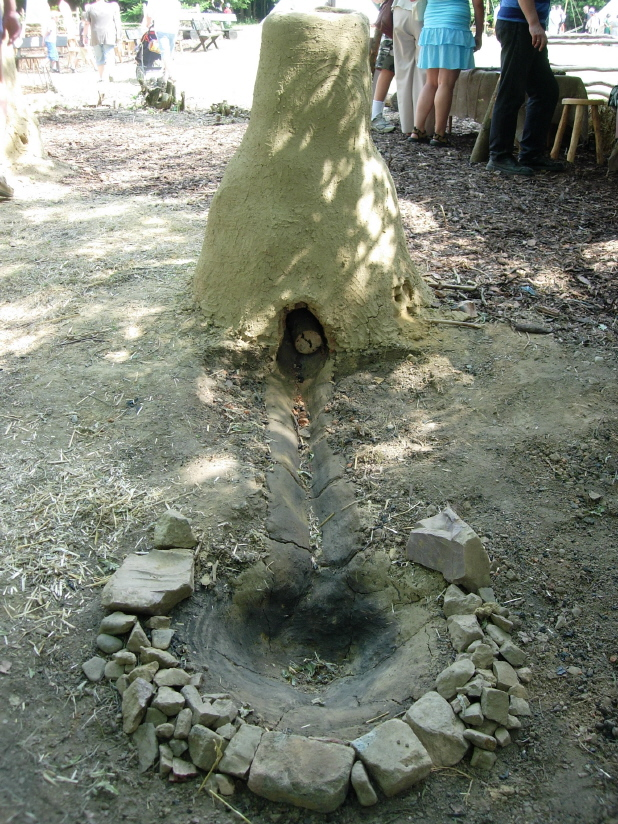
Сыродутный горн

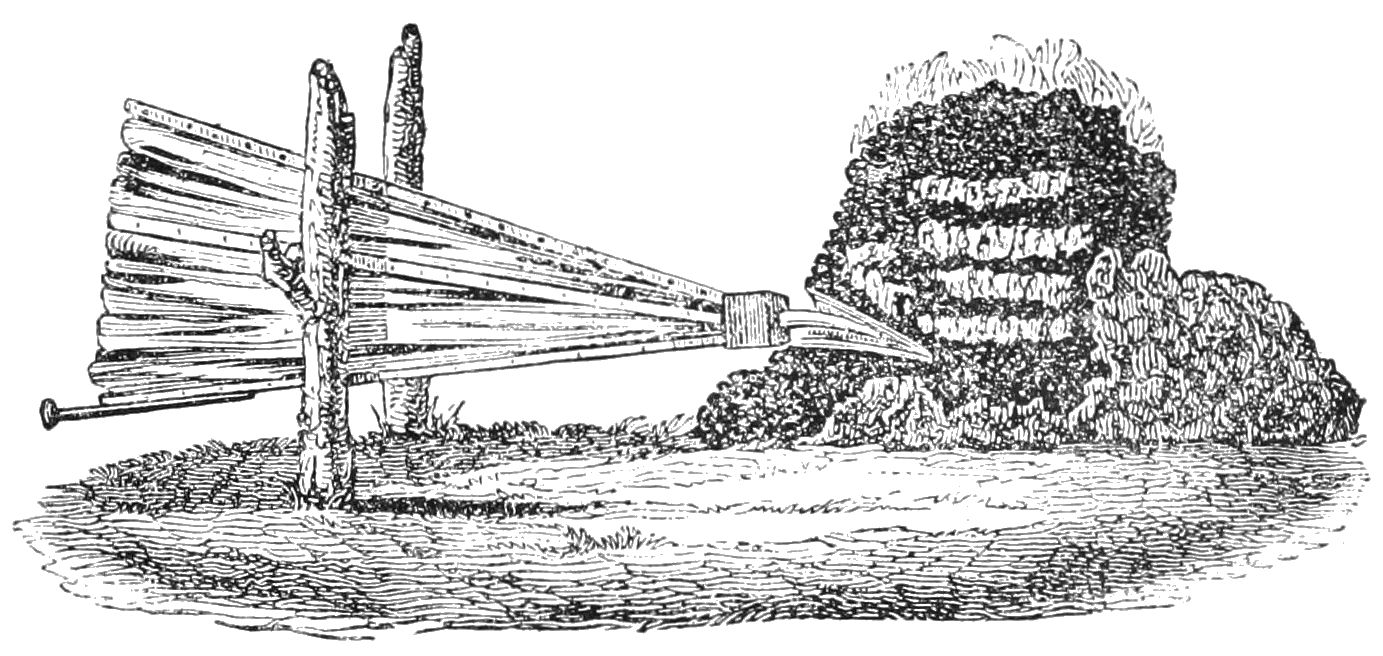
Персидский сыродутный горн

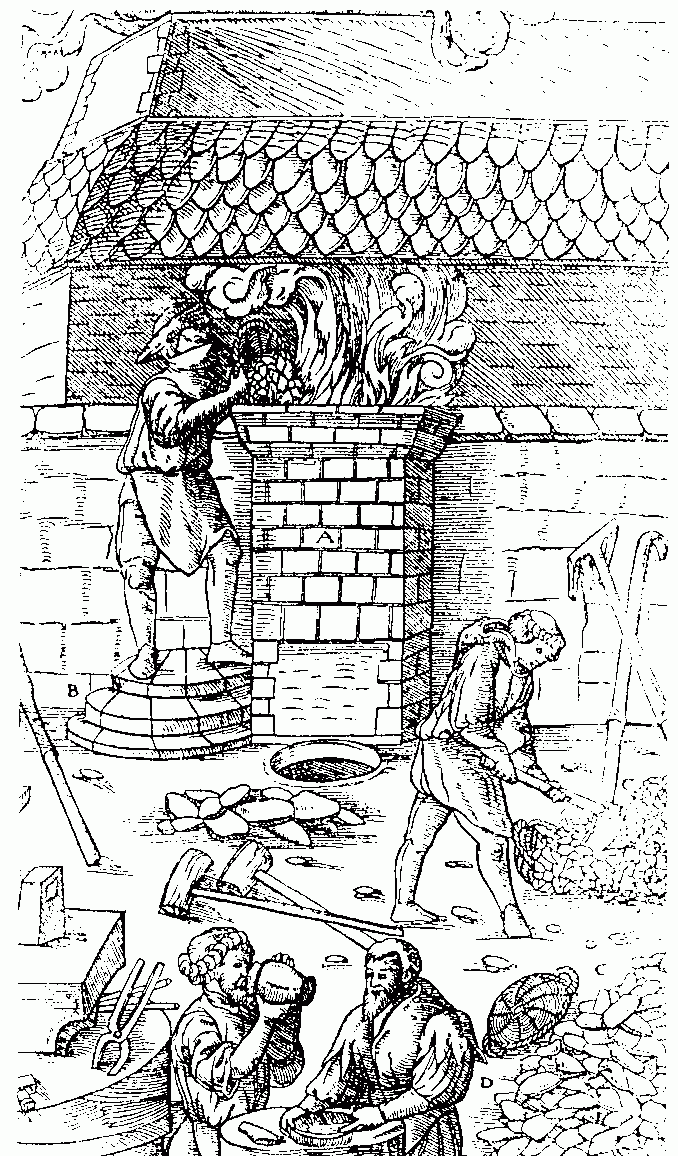
Средневековая плавильня с сыродутной печью

Сыроду́тная печь (сыроду́тный горн) — один из первых в истории металлургических агрегатов для получения металлического железа из руды путём химического восстановления. Название «сыродутный» (от «сырое дутьё») появилось в середине XIX века, когда для подачи воздуха в доменные печи стали использовать мощные паровые машины, а сам воздух — подогревать. После этого архаичные печи, в которые дутьё подавалось с помощью привода от водяных колёс или за счёт мускульной работы человека, быстро стали неконкурентоспособными. Архаичные печи задним числом получили название «сыродутные».

## Классификация
С точки зрения истории металлургической техники, принято деление агрегатов для экстракции железа из руд по виду основного продукта процесса:
- сыродутный горн — агрегат, в котором при любых параметрах процесса может быть получено только кричное железо;
- до́мница — печь, в которой в зависимости от условий плавки можно было производить либо кричное железо, либо чугун, либо оба продукта одновременно;
- доменная печь — агрегат, в котором при любых параметрах плавки может быть выплавлен только чугун.

К сыродутным печам в литературе относят следующие исторические виды агрегатов:
- простейший низкий сыродутный горн или реннофен (нем. rennofen) — печь с «бегущим» шлаком (от rennen — бежать и ofen — печь)
- осмундская печь — скандинавский высокий сыродутный горн (от скандинавского «осмунд» — крица)
- штюкофен (нем. Stückofen) — высокий сыродутный горн, распространённый в средневековых Альпах (от stück — крица и ofen — печь)
- каталонский горн — низкий сыродутный горн с постоянно подгружаемой шихтой[3].

## История
Простейший сыродутный горн имел высоту 1—1,5 м. Другое, используемое в специальной литературе, название сыродутного горна — «низкий горн» — указывает на то, что его высота не превышала рост человека, и мастера-металлурги легко обслуживали его вручную. Под воздействием горячего восстановительного газа в печи образовывалась крица, поскольку температура в горне не превышала 1300 °С и была недостаточной для образования чугуна. В дальнейшем крицу получали в более сложных сыродутных печах — штюкофенах, каталонских горнах. Температура в них достигала уже 1400 °С, но условия плавки всё ещё не позволяли получать чугун.
Сыродутный горн стал первым металлургическим агрегатом, специально предназначенным для производства железа из руд. Его конструкция явилась следствием стремления древних металлургов повысить интенсивность поступления в агрегат воздуха, что было необходимо для увеличения температуры процесса. Сначала для экстракции железа из руды использовали «волчьи ямы», их иногда применяли ещё в начале новой эры. Например, в ямах диаметром до 1,5 м и глубиной до 0,6 м обрабатывали железную руду германские племена. Ямы обязательно устраивались в местах интенсивного естественного движения воздуха: на холмах, в предгорьях, лесных просеках. Однако очень быстро пришли к тому, что наиболее эффективным способом усиления дутья является сооружение над ямой надстройки — своеобразной аэродинамической трубы.
По данным последних археологических исследований, первые сыродутные горны появились в начале 2-го тысячелетия до н. э. Широкое, практически повсеместное распространение они получили в латенском периоде железного века, то есть в V—I вв. до н. э.

## Конструкция

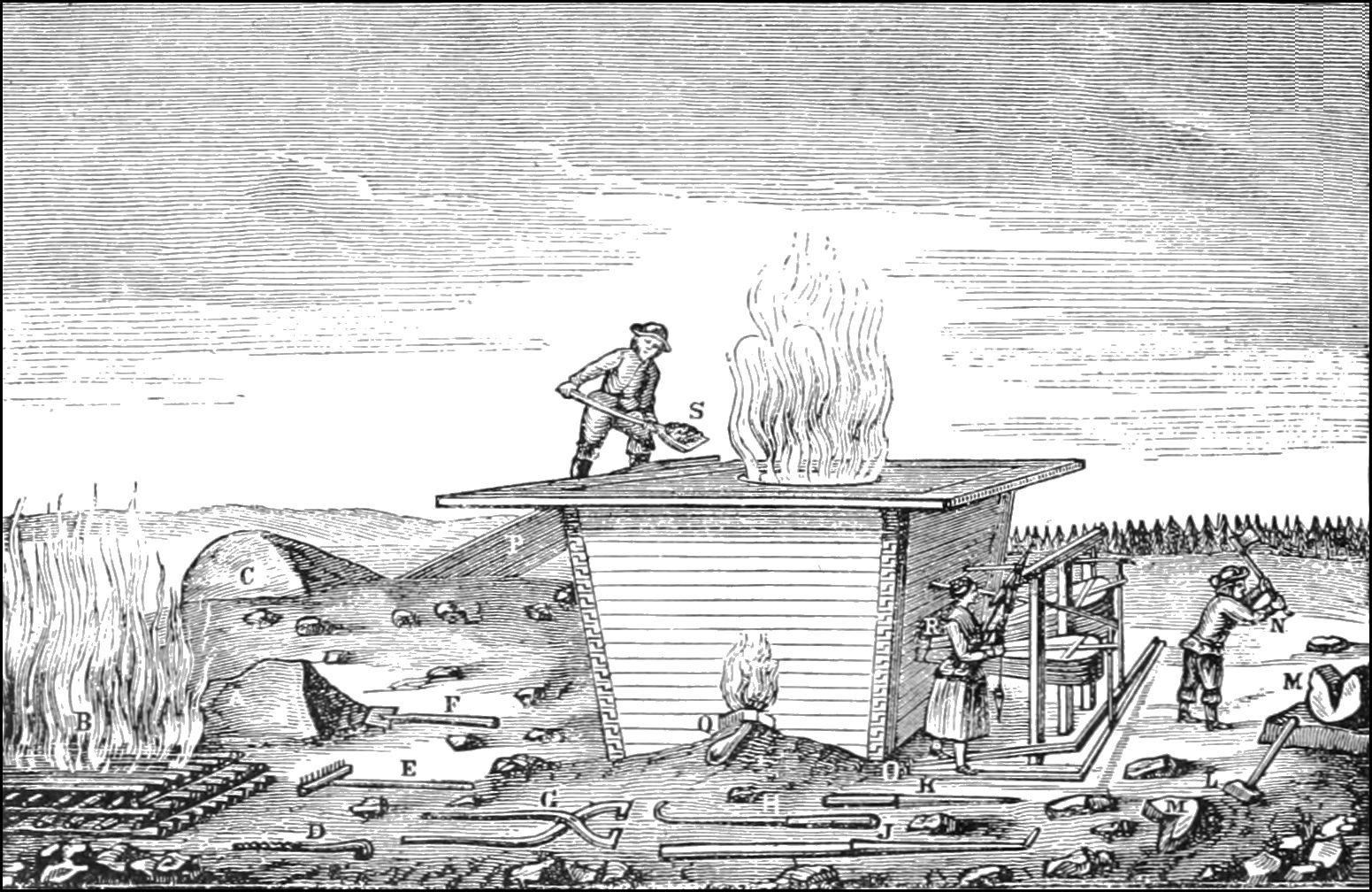
Схема устройства осмундской печи

Сыродутный низкий горн строился из огнеупорной глины на каркасе из плетёных прутьев. Для укрепления стенок печи часто применялись деревянные обручи, а иногда её полностью помещали в деревянный сруб или обкладывали камнями. У славянских народов и в Скандинавии распространение получила конструкция, в которой нижняя часть печи располагалась в землянке, а верхняя незначительно выступала над поверхностью земли.
Внутреннее пространство печи представляло собой два усечённых конуса с общим большим основанием (хотя нередко использовались и другие конфигурации: усечённые пирамиды, цилиндры и т. п.). Горн снабжался одним или несколькими глиняными фурмами — соплами (от старослав. «сопеть», то есть дуть) диаметром, постепенно уменьшающимся в направлении внутреннего пространства печи, как правило, от 60 до 25 мм. В фурмы вставлялись дутьевые мехи, причём если использовалась одна фурма, то в неё вставлялись два меха, попеременная работа которых обеспечивала относительно постоянный приток воздуха в печь. Для выхода шлака внизу печи оставляли канал, перед которым рыли углубление для скапливающегося расплава.
Конструкция штюкофенов и осмундских печей была очень похожей с незначительными отличиями. Осмундские печи, как правило, заключались в деревянные срубы, а конструкция штюкофенов усиливалась снаружи каменной кладкой. Печи строили многогранного сечения, чаще всего в виде двух четырёхгранных призм с общим большим основанием. Фурма использовалась одна и устанавливалась горизонтально в нижней части печи таким образом, что ниже неё располагались лишь отверстия для выпуска из печи шлака.

## Технология плавки
В древности добывали главным образом руды, представлявшие собой карбонаты или гидроксиды железа. При нагреве они выделяли большое количество газов, препятствующих нормальному ходу процесса. Поэтому перед загрузкой в горн руду, как правило, укладывали в кучи с дровами, разводили костры и в течение суток прокаливали. Затем её измельчали до крупности лесного ореха и перемешивали с древесным углём, составляя шихту.
Сыродутный горн просушивали и прогревали, разводя внутри него костёр на продолжительное время. Затем горн примерно на две трети высоты наполняли древесным углём и лишь после этого укладывали шихту. Над верхней частью горна снова укладывали древесный уголь так, чтобы образовалось небольшое коническое возвышение. Воспламенение древесного угля осуществляли через канал для выпуска шлака, который наполняли мелкими дровами и хворостом. Подача в горн дутья приводила к разжиганию угля, углерод которого в условиях недостатка кислорода горел до монооксида углерода. Таким образом, в печи создавалась восстановительная среда, способствовавшая восстановлению железа из оксидов. По мере выгорания угля и образования жидкого шлака небольшие чешуйки восстановленного железа опускались в низ печи, свариваясь друг с другом. Таким образом, в результате процесса, продолжавшегося около суток, формировалась одна или несколько криц. На первых порах освоения технологии масса крицы редко превышала 1—2 кг. Однако впоследствии научились производить крицы массой 25—40 кг, а в наиболее производительных каталонских горнах — даже до 120—150 кг.
Шлак постоянно вытекал из печи через специальный канал в её нижней части. Отсюда происходит ещё одно название сыродутного горна, особенно часто применяемое в немецкой литературе, — «печь с бегущим шлаком». Главной составляющей шлака, как и в случае тигельной плавки, был силикат железа, поэтому потери железа со шлаком были чрезвычайно высоки и достигали на начальном этапе освоения технологии 80 % количества железа, загруженного в агрегат. Тем не менее сыродутный горн во многих регионах Азии и Африки просуществовал до конца XIX в., а народы некоторых отдалённых регионов (например, на островах Индийского и Тихого океанов) применяют его до сих пор (2004).
Для извлечения крицы из горна приходилось разрушать часть его стенок. Поэтому каждой новой плавке предшествовали работы по восстановлению конструкции печи, а также обмазка внутреннего пространства агрегата глиной, установка новых сопел, прочность которых, вплоть до изобретения металлических фурм, была очень низкой.
Извлечённая из горна с помощью ломов или специальных клещей крица содержала большое количество включений шлака и несгоревшего угля. Поэтому её подвергали механической обработке деревянными молотами для удаления этих примесей. Только после этого приступали к термомеханической обработке металла.
Перед началом плавки внутреннее пространство штюкофенов и осмундских печей обмазывали огнеупорной глиной и набивали угольным порошком. Затем производили обжигание горна, которое заключалось в прогреве кладки сжиганием дров и некоторого количества древесного угля. После этого печь наполовину загружали порцией древесного угля, перемешанного с небольшим количеством легкоплавкой железной руды. В результате плавления этой первой шихты, стенки нижней части печи покрывались своеобразным защитным слоем — гарнисажем. Только после такой длительной подготовки агрегата переходили собственно к процессу плавки.
Куски руды, представлявшей собой красный или бурый железняк с содержанием железа около 50 %, дробили до крупности гороха или лесного ореха; древесный уголь, требования к качеству которого непрерывно возрастали, измельчали до размера грецкого ореха. Оба компонента шихты вручную отделяли от мелких частиц и пыли. Печь наполовину заполняли древесным углём, а затем руду и уголь укладывали последовательно горизонтальными слоями толщиной не более 10—12 см.
После воспламенения древесного угля в нижней части печи, где проходила реакция неполного горения углерода угля до монооксида углерода, достигалась температура свыше 1500 °С у газов и 1400—1450 °С у продуктов плавки.